# Poręba Wielka (powiat oświęcimski)

Nieoficjalny herb wsi Poręba Wielka

Poręba Wielka – wieś w Polsce położona w województwie małopolskim, w powiecie oświęcimskim, w gminie Oświęcim. Wieś jest typem łancuchówki. Zajmuje powierzchnię 1028 ha. Znajduje się ok. 6 km od centrum Oświęcimia.
| SIMC    | Nazwa       | Rodzaj    |
| ------- | ----------- | --------- |
| 0063957 | Dąbrowy-Gaj | część wsi |
| 0063963 | Kasia       | część wsi |
| 0063970 | Kmiecie     | część wsi |
| 0063986 | Lachetówka  | część wsi |
| 0063992 | Odnoga      | część wsi |
| 0064000 | Podlesie    | część wsi |
| 0064017 | Podstawie   | część wsi |
| 0064023 | Pólka       | część wsi |
| 0064030 | Przedzieleń | część wsi |

## Historia
Poręba została lokowana na surowym korzeniu w sąsiedztwie Grojca i Włosienicy na mocy dokumentu lokacyjnego z 1285 roku. Początkowo nazywała się Sępnia. Została wzmiankowana w spisie świętopietrza parafii dekanatu Oświęcim diecezji krakowskiej z 1326 roku pod nazwą Paromba.
W dokumencie sprzedaży księstwa oświęcimskiego Koronie Polskiej przez Jana IV oświęcimskiego wystawionym 21 lutego 1457 roku miejscowość wymieniona została jako Poramba.
Od początku XV w. właścicielami wsi była rodzina Porębskich, następnie dobra wsi przejął herb Nielepców ze wsi Nielepice oraz ród Szembaków. W XVIII w. wsią zarządzała rodzina Bobrowskich która ufundowała znajdujący się tu pałac. Po pp. Bobrowskich, pałac nabyli, państwo z herbu Lubomirskiego.
Podczas zaborów Polski, Poręba Wielka należała do zaboru austriackiego.
Po II wojnie światowej dworek przekształcono w szkołę rolniczą a następnie w szkołę podstawową.
W latach 1975–1998 miejscowość należała administracyjnie do województwa bielskiego.
Miejscowość dwukrotnie odwiedził polski malarz Artur Grottger oraz malarz Andrzej Grabowski. Latem 1858 roku spędzał wakacje u pp. Bobrowskich, a w 1866 roku pracował w miejscowości nad jednym z cykli swoich rysunków pt. „Wojna”. 

## Przyroda
Przez centrum wsi przepływa niewielki potok Macocha, który płynie również na terenie Włosienicy oraz Stawów Monowskich gdzie uchodzi do Wisły.
Sporą część krajobrazu wsi zajmują pola uprawne pszenicy, kukurydzy, żyta oraz roślin przemysłowych.
Miejscowość jest również ulokowana na Dolinie Karpia, stąd na północnej jej części znajduje się kilka stawów hodowlanych. Są to: Staw Grabowiec Duży, Grabowiec Mały, Granicznik, Jeżowski, oraz dwa nieistniejące już: Staw Księży oraz zbiornik wodny niedaleko kościoła.
Powyższy obszar wodny objęty jest ochroną przyrodniczą programu Natura 2000, jako obszar Doliny Dolnej Soły PLB120004. Jest to obszar objęty częściową ochroną, ze względu na gniazdujące i bytujące tam ptactwo wodne.
Do pospolitych gatunków ptaków wodnych które tam występują należą: 
Kaczka krzyżówka, Gęgawa, Łyska, Łabędź niemy, Perkoz dwuczuby, Czapla siwa, Czapla biała, Krakwa, Głowienka, Cyranka, Zausznik.
Do występujących w Porębie ssaków można zaliczyć:
Nornice, Kuny, Łasice, Wiewiórki, Lisy rude, Sarny, Dziki, sporadycznie Jelenie szlachetne.

## Oświata
W 1911 roku w Porębie Wielkiej powstała szkoła. Mieściła się ona najpierw w organistówce, później w obecnym budynku przedszkola (przebudowanym w latach 1993–1994 roku) od 1951 roku w byłym pałacu Tyszkiewiczów adaptowanym na szkołę w 1958 roku. 
W 2018 r. otwarto jednak nową placówkę, oraz która służy do dziś.

## Kultura
We wsi działa Koło Gospodyń wiejskich, zespół ludowy ,,Porębianie" oraz męski zespół śpiewaczy ,,Rorębianie" współpracujący z powyższymi.
W centrum Poręby umiejscowiony jest Dom Ludowy, jest to miejsce przede wszystkim zaadaptowane ok. r. 1963 do celów rekreacyjnych, kulturowych oraz sportowych. Obok budynku odbywają się lokalne uroczystości, święta czy imprezy jak z okazji Dnia Dziecka, Dożynek, czy różnych występów zespołów muzycznych.
W środku Domu Ludowego znajduje się spora przestrzeń publiczna, kuchnia, kilka pomniejszych pokoi oraz niewielka scena.
Po prawej stronie budynku jest również niewielka biblioteka.
W centralnej części wsi mieści się Pomnik Żołnierzy Pomordowanych w czasie I i II Wojny Światowej. Poświęcony w 1963 r. 
W Porębie Wielkiej znajdują się również obiekty rekreacyjne przeznaczone dla najmłodszych, czyli place zabaw. Jeden z nich znajduje się przed Domem Ludowym wybudowany ok. 2012, a drugi wzniesiony w r. 2024 nieopodal boiska piłkarskiego należącego do LKS Poręba Wielka.

## Gospodarka
Gospodarka Poręby Wielkiej przede wszystkim opiera się jak większości pobliskich wsi na rolnictwie. Pola uprawne są zlokalizowane równomiernie na terenie całej miejscowości.
Na ul. Tyszkiewicza 10 usytuowane jest skupisko izolatorów energetycznych, przesyłających energie elektryczną do pobliskich domostw, m.in. z Elektrowni Węglowej w Jaworznie.
We wsi mieści się również kilka moteli i miejsc noclegowych, z czego największym jest Motel Lunar na ul. Wadowickiej 66.
W Porębie są hodowane również zwierzęta gospodarskie.

## Sport
W Porębie działa klub piłkarski: LKS Poręba Wielka, powstały w 1976 roku. 

## Zabytki
Obiekty wpisane do rejestru zabytków nieruchomych województwa małopolskiego.
- Kościół pw. św. Bartłomieja, cmentarz wraz z drzewami.
Kościół późnogotycki, drewniany z XVI wieku, z wieżą dostawioną w 1644 roku.
- Dwór, otoczenie, drzewostan.
Dawny pałac w stylu eklektycznym z elementami mauretańskim wybudowany przez Wincentego Bobrowskiego według projektu Franciszka Marii Lanciego z roku 1840. Aktualnie mieści się w nim dom tymczasowego pobytu dla osób starszych .[19]
- Kilka zabytkowych kaplic sakralnych do których należą:

Kapliczka z figurami Matki Boskiej, Jezusa i Św. Antoniego na ul. Kmieckiej
Kaplica na ul. Wadowickiej nieopodal Remizy Strażackiej z figurami Matki Boskiej i Św. Antoniego
- Zabytkowe posągi i figury religijne:

Posąg św. Jana Nepomucena na ul. Parkowej
Zabytkowy posąg przedstawiający Zmartwychwstałego Jezusa Chrystusa z napisem na piedestale ,, Jezu, zmiłuj się nad nami", powstały w 1894 r. znajdujący się na ul. Iglastej

## Komunikacja autobusowa
- MZK Oświęcim
- PKSiS Oświęcim S.A.

## Linie MZK Oświęcim
- Oświęcim – Poręba Granica (linia: 18)
- Poręba Granica – Oświęcim (linia: 18)

## Linie PKSiS Oświęcim
- Osiek Dom Ludowy – Polanka – Poręba – Oświęcim Muzeum
- Oświęcim Muzeum – Poręba – Polanka – Osiek Dom Ludowy
- Osiek Dom Ludowy – Polanka – Poręba (pólka) – Polanka – Oświęcim Muzeum
- Oświęcim Muzeum – Poręba – Poręba (granica) – Polanka – Osiek Dom Ludowy

## Osoby związane z miejscowością
- Księżna Cecylia Lubomirska – żona Gabriela de Burbon Sycylijskiego[21].